# 讷维尔德普瓦图
讷维尔德普瓦图（法語：Neuville-de-Poitou，法語發音：[nøvil də pwatu]）是法国新阿基坦大区维埃纳省的一个市镇，位于该省中西部，属于普瓦捷区。

## 地理
讷维尔德普瓦图（46°41'6"N, 0°14'42"E）面积17.06 平方千米，位于法国新阿基坦大区维埃纳省，该省份为法国中西部省份，北起曼恩-卢瓦尔省和安德尔-卢瓦尔省，西接德塞夫勒省，南至夏朗德省，东南接上维埃纳省，东临安德尔省。
与讷维尔德普瓦图接壤的市镇（或旧市镇、城区）包括：阿旺通、沙布尔奈、锡塞、伊韦尔赛。

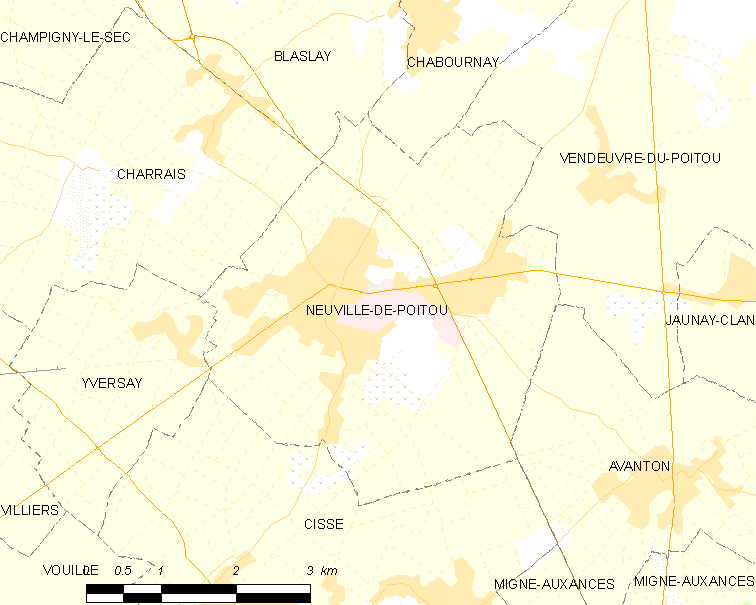
讷维尔德普瓦图的OSM定位图

讷维尔德普瓦图的时区为UTC+01:00、UTC+02:00（夏令时）。

## 行政
讷维尔德普瓦图的邮政编码为86170，INSEE市镇编码为86177。

## 政治
讷维尔德普瓦图所属的省级选区为米涅-欧桑斯县。

## 人口

1962-2008年间讷维尔德普瓦图人口变化图示

讷维尔德普瓦图于2022年1月1日时的人口数量为5465人。